# Лискамм
Лискамм (нем. Liskamm или Lyskamm) — вершина в Пеннинских Альпах на границе Швейцарии, кантон Вале и Италии, провинция Валле-д’Аоста. Высота вершины 4,527 метров над уровнем моря.
Лискамм представляет собой пяти-километровый хребет с двумя отчётливыми пиками. Из-за многочисленных нависших снежных глыб на хребте и частых лавин вершина получила прозвище людоед (нем. Menschenfresser)
.

## Физико-географические характеристики
Из-за небольшой относительной высоты (376 метров) Лискамм иногда считается частью близлежащего массива Монте-Роза (на самом деле, Пик Дюфур всего на 107 метров выше). Лискамм представляет собой большой массив, состоящий из двух пиков, основного, более высокого, восточного и западного (4,479 метров, примерно на 50 метров ниже восточного), разделённых километровым хребтом. Оба пика лежат на границе между швейцарским кантоном Вале (с севера хребта) и итальянским регионом Валле-д’Аоста (с юга).
Северная сторона Лискамма представляет собой 1100-метровую покрытую льдом стену, поднимающуюся от ледника Горнер. Пологая южная стена поднимается всего на несколько сот метров от ледника Лис (фр. Lys).

## История восхождений
Восточная, и самая высокая вершина Лискамма, была покорена 19 августа 1861 года группой альпинистов из 14 человек (8 англичан-альпинистов и 6 швейцарцев-проводников). Руководил группой Дж. Ф. Харди, также в группу входили У. У. Холл, А. К. Рэмси, А. Сибсон, Т. Реннисон, Дж. А. Хадсон, К. Х. Пилкингтон и Р. М. Стивенсон. Проводниками были Ф. Й. Лохматтер, Й.-П. Кэчет, К. Кэрр, С. Цумтаугвальд и Й.-М. Перрен. Группа прошла по восточному гребню, начиная с Лисьйоха.
Гребень целиком (включая западную вершину) был впервые пройден три года спустя Лесли Стивеном и Эдвардом Бакстоном с проводниками Якобом Андереггом и Францем Биенером.
Первая попытка восхождения по северо-восточной стене была предпринята в 1880 году братьями Кальберматтенами. Во время восхождения они попали под лавину, но остались живы. 9 августа 1890 года, Л. Норман-Неруда с проводниками К. Клюкером и Й. Рейнстадлером первыми смогли подняться на вершину по северной стене по маршруту, в настоящее время известному как «Маршрут Нормана-Неруды». Первое зимнее восхождение по этому маршруту совершили Жан-Шарль Фосон и Оливье Фрашей 11 марта 1956 года.

## Маршруты восхождений
Классический маршрут стартует из Лисьйоха, до которого можно добраться из приюта Ньифетти (3650 метров) или из приюта Монте-Розы (2795 метров). Маршрут повторяет путь первых альпинистов, покоривших вершину.
Также часто маршрут восхождения проходит по траверсу из Феликсйоха (с запада) в Лисьйох (на востоке), или наоборот. Маршрут проходит преимущественно по узкому, покрытому снегом хребту с встречающимися иногда скалами. В хорошую погоду этот путь относительно лёгок и безопасен, но во время плохой погоды или слабой видимости маршрут становиться опаснее из-за больших снежных карнизов, обычно встречающихся на южной стороне хребта.

## Лискамм в искусстве
В 1921 году немецкий режиссёр Арнольд Фанк снял документальный фильм Битва с горой с Ханнесом Шнейдером и Ильсе Рохде в главных ролях о восхождении на Лискамм.

## Галерея
- Северная сторона горы Лискамм
- Восточный пик Лискамм
- Западный пик Лискамм